# Le Front dans les nuages (téléfilm, 1989)
Pour le roman, voir Le Front dans les nuages.
Le Front dans les nuages est un téléfilm français réalisé par Paul Vecchiali, sorti en 1989.

## Fiche technique
- Titre : Le Front dans les nuages
- Réalisation : Paul Vecchiali
- Scénario : Pierre Uytterhoeven et Paul Vecchiali d'après le roman de Henri Troyat
- Production : Daniel Messere, Joël Santoni et Christine Laurent pour FR3 et La Sept
- Photographie : Georges Strouvé
- Son : Edmond Kyndt
- Décors : Minouche Troyat, A.Braunecker
- Musique : Roland Vincent
- Photographies de plateau : Alan O'Dinam
- Pays d'origine : France (tournage à Comines, 59, en mai et juin 1988)
- Genre : drame
- Durée : 100 minutes
- Diffusions-télé : France 3, jeudi 21-12-1989 - La 7, vendredi 28-6-1991

## Distribution
- Danielle Darrieux : Marguerite Cossoyeur
- Annie Girardot : Germaine
- Bruno Devoldère : Paul Lecapelet
- Dora Doll : Adrienne
- Olga Valery : Valentine
- Georges Claisse : Marcel
- Marie-Christine Hervy : Mme Moure
- Michel Alban : M. Bolivet
- Christine Laurent : la vendeuse de chaussures

## Autour du film
- Danielle Darrieux a reçu le titre de meilleure actrice au Festival de Montecatini pour le rôle de Marguerite.